# Vlajka Saby

Sabská vlajka
Poměr stran: 2:3

Vlajka Saby, jednoho ze tři ostrovů (spolu s ostrovy Bonaire a Svatý Eustach) Karibského Nizozemska, které ale užívá jako celek nizozemskou vlajku, je tvořena listem o poměru stran 2:3. V horních rozích vlajky jsou červené trojúhelníky, v dolních pak modré. V centrální části je bílé pole, ve kterém je umístěna pěticípá žlutá hvězda.
Červená, bílá, modrá a žlutá barva reprezentuje samotný ostrov. Barvy červené, bílé a modré odkazují na příslušnost ostrova k Nizozemskému království.

## Historie
Vlajka Saby byla přijata v roce 1985 na základě veřejné soutěže, které se zúčastnili obyvatelé tohoto ostrova.
Do roku 2010 byly ostrovy součástí zámořského území Nizozemské Antily a užívaly vlajku Nizozemských Antil.
Od roku 2010 měly ostrovy statut speciálních municipalit Nizozemska, po roce 2010 má Karibské Nizozemsko postavení zvláštního správního obvodu Nizozemska.